# لطف علي خان
لطف علي خان (بالفارسية: لطفعلى خان زند) هو آخر شاه على فارس من السلالة الزندية الكردية الفيلية، ولد في سنة 1769 وخلف الحكم من صيد مراد خان وحكم فارس من 1789 إلى سنة 1795، في عصره اندلعت الحروب بينه وبين القاجاريين أدت في النهاية إلى استيلاء محمد خان القاجاري على الحكم في فارس بعد تمكنه من احتلال شيراز التي كانت العاصمة في ذلك الوقت، وقام بأسر لطف علي خان وقام بقتله في سنة 1795 لينتهي حكم الزنديين بموته في إيران.